# 中永太郎
中 永太郎（なか えいたろう、1893年9月17日 - 1969年4月26日）は、日本の陸軍軍人。最終階級は陸軍中将。

## 経歴
北海道旭川市出身。地主・中藤平の長男として生まれる。旭川中学、仙台陸軍地方幼年学校、中央幼年学校を経て、1914年（大正3年）5月、陸軍士官学校（26期）を卒業。同年12月、歩兵少尉に任官し歩兵第27連隊付となる。1924年（大正13年）11月、陸軍大学校（36期）を卒業し歩兵第27連隊中隊長となる。
1925年（大正14年）12月、陸士教官に就任し、参謀本部員に転じ、1929年（昭和4年）8月、歩兵少佐に昇進。1931年（昭和6年）8月、陸大教官となり、兼参謀本部員を経て、1933年（昭和8年）8月、歩兵中佐に進級し陸軍省人事局課員に就任。歩兵第11連隊付、人事局補任課高級課員を経て、1937年（昭和12年）8月、歩兵大佐に昇進し歩兵第24連隊長となり東寧に赴任。1938年（昭和13年）6月、第12師団参謀長となり、関東軍司令部付、陸士教授部長を歴任。1940年（昭和15年）3月、陸軍少将に進級。同年12月、陸軍歩兵学校幹事に就任し、同校校長として太平洋戦争を迎えた。
1942年（昭和17年）12月、第15軍参謀長に発令され、緬甸方面軍参謀長に転じインパール作戦を指導。1943年（昭和18年）6月、陸軍中将に進む。1944年（昭和19年）9月、第18師団長に親補され、シッタン川で戦闘を交えた。終戦をビルマ・チャイトで迎えた。1946年（昭和21年）8月に復員。
1947年（昭和22年）11月28日、公職追放仮指定を受けた。

## 栄典
- 1940年（昭和15年）11月10日 - 紀元二千六百年祝典記念章[2]

## 親族
- 娘婿 明石良雄（陸軍少佐）